# جيس كولينز
جيس كولينز (بالإنجليزية: Jess Collins)‏ هو رسام وفنان أمريكي، ولد في 6 أغسطس 1923 في لونغ بيتش في الولايات المتحدة، وتوفي في 2 يناير 2004 في سان فرانسيسكو في الولايات المتحدة.

## وصلات خارجية
- الموقع الرسمي